# Johann Martin Augustin Scholz

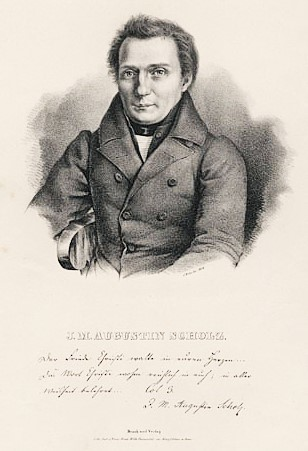
Johann Martin Augustin Scholz; Porträt mit Zitaten aus und Unterschrift

Johann Martin Augustin Scholz (* 8. Februar 1794 in Kapsdorf bei Breslau; † 20. Oktober 1852 in Bonn) war ein deutscher katholischer Theologe. 
Scholz war ein Schüler von Johann Leonhard Hug. Er wurde 1821 Professor in Bonn und 1837 Domkapitular in Köln. Für seine textkritischen Arbeiten zum Neuen Testament durchforschte er Bibliotheken in Frankreich, England und Italien und unternahm auch eine Orientreise, über die er einen Reisebericht verfasste. Seine textkritischen Arbeiten fanden besonders in England Anklang, wo im Vergleich zu Deutschland konservativere Theologen lehrten. Im Nachhinein zeigte sich, dass Scholz an vielen Stellen unzuverlässige Lesarten brachte und zudem viele Handschriften angab, die er entweder nicht oder nur sehr oberflächlich kollationiert hatte. Der Ausgabe von Scholz war darum in der Wissenschaft nicht viel Erfolg beschienen.
Neben seinem Hauptwerk, dem Novum Testamentum Graece, einer griechischen Textausgabe des Neuen Testaments, wurde er auch durch seine Bibelübersetzung bekannt, wobei er die Arbeiten von Dominikus von Brentano und Thaddäus Anton Dereser fortsetzte.

## Mitgliedschaften
Johann Martin Augustin Scholz war Mitglied der Deutschen Morgenländischen Gesellschaft.

## Werke
- Reise in die Gegend zwischen Alexandrien und Parätonium, die libysche Wüste, Siqa, Egypten, Palästina und Syrien in den Jahren 1820 und 1821. Friedrich Fleischer, Leipzig und Sorau, 1822 (Digitalisat bei Google Books), Reprint: Georg Olms Verlag, Hildesheim 2005
- Biblisch-kritische Reise in Frankreich, der Schweiz, Italien, Palästine und im Archipel in den Jahren 1818, 1819, 1820, 1821: Nebst einer Geschichte des Textes des N[euen] T[estaments]. Friedrich Fleischer, Leipzig und Sorau 1823 (Digitalisat bei Google Books)
- Die heilige Schrift des neuen Testaments übersetzt, erklärt und in historisch-kritischen Einleitungen zu den einzelnen Büchern erläutert, Barrentrapp, Frankfurt a. M., 1829. Bd. I: Die vier Evangelien, Franz Barrentrapp, Frankfurt am Main 1829 (Digitalisat bei Google Books, Digitalisat); Bd. II: Die Apostelgeschichte und die katholischen Briefe, ebenda 1830 (Digitalisat bei Google Books, Digitalisat); Bd. III: Die vierzehn Briefe des heiligen Apostels Paulus, ebenda 1830 (Digitalisat); Bd. IV: Die Apokalypse des heiligen Johannes des Apostels und Evangelisten, ebenda 1828 (Digitalisat bei Google Books, Digitalisat)
- Die heilige Schrift des alten Testaments. Frankfurt, 1830–1837
- Novum Testamentum Graece. Textum ad fidem Testium Criticorum recensuit, Lectionum Familias subjecit, Leipzig, 1830–1836 (2 Bände)
- Handbuch der biblischen Archäologie. Adolph Mareus, Bonn 1834 (Digitalisat bei Google Books)
- Einleitung in die heiligen Schriften des alten und neuen Testaments, Köln, 1845